# Minoa lactearia
Minoa lactearia là một loài bướm đêm trong họ Geometridae.